# Le Billet gagnant
 (mai 2023).
Si vous disposez d'ouvrages ou d'articles de référence ou si vous connaissez des sites web de qualité traitant du thème abordé ici, merci de compléter l'article en donnant les références utiles à sa vérifiabilité et en les liant à la section « Notes et références ».
Le Billet gagnant (The Lottery Winner and Other Stories) est un recueil américain de nouvelles policières de Mary Higgins Clark, paru en 1994.
L'ouvrage est traduit en français en 2002.

## Présentation
Ce recueil contient huit petites aventures policières dont certaines ont pour héros, Alvirah et son mari Willy. Ce couple d'américains moyens a un jour gagné à la loterie nationale, et bien que côtoyant maintenant la haute société, le mari et l'épouse sont restés simples et prévenant envers leur prochain.

## Liste des nouvelles du recueil

### Meurtre à Cape Cod(1989)
Alvira et Willy vont aider une jeune femme accusée à tort et ayant purgée une peine de douze ans de prison, à prouver son innocence..

### Le Cadavre dans le placard(1990)
L'unique neveu d'Alvirah et de Willy est accusé du crime d'une actrice qui avait joué dans sa pièce de théâtre. Les représentations avaient dû être annulées car elle avait signé un contrat pour un film.

### Recherche plombier désespérément(1992)
Willy a été enlevé par trois malfaiteurs, ils réclament une forte rançon.

### La Réserve de charbon(1989)
Un jeune couple dont la femme fait d'horribles cauchemars part en vacances.

### Le Billet gagnant(1989)
Ernie vient de gagner à la loterie nationale. En l'absence de sa femme Wilma, partie dans sa famille, il décide d'aller fêter cela dans un bar. Loretta la femme de Jimbo, propose à Lou, le propriétaire du bar, de ramener Ernie chez lui car celui-ci est sous l'influence de l'alcool. Le lendemain, Wilma revient et Ernie lui explique qu'il l'a perdue, Wilma comprend que c'est Loretta qu'il l'a volé, grâce à son sumac vénéneux

### Comment rafler la mise(1994)
Nelly et son mari Tim Monahan  gagnent à la loterie, mais ce dernier échange le billet contre celui de sa maitresse qui est perdant. Un an plus tard, celle-ci se présente pour réclamer son dû.

### Les Bijoux volés(1994)
Des bijoux disparaissent à l'institut de remise en forme tenu par la baronne Minna von Schreiber. Alvirah et Willy vont enquêter sur sa demande.

### Le Nid d'ange(1994)
Joan Moore O'Brian vient d'accoucher d'une petite fille. Alors qu'Alvirah et Willy viennent lui rendre visite à l'hôpital, ils croisent une jeune femme et son bébé dans l'ascenseur.